# Сами Хипије
Сами Хипије (фин. Sami Hyypiä; 7. октобар 1973, Кусанкоски) бивши је фински фудбалер, сада фудбалски тренер. Почео је своју каријеру у фудбалском клубу Куму, да би касније прешао у прволигашки клуб МјуПа, са којим је 2 пута освојио Фински куп 1992. и 1995. године. Затим се сели у Виљем II, где остаје 4 године и као капитен помаже екипи да се квалификује у Лигу шампиона 1999. године.
Исте године прелази у Ливерпул, са којим сезоне 2000/01. осваја три купа (УЕФА куп, ФА куп и Лига куп Енглеске), а почетком наредне сезоне још 2 купа (УЕФА суперкуп и Комјунити шилд). Сезоне 2001/02. постаје капитен Ливерпула и још једном осваја Лига куп 2003. године. Стивен Џерард га је исте године заменио у улози капитена, али је он остао други капитен тима. Године 2005. осваја Лигу шампиона. Од 2009. до 2011. игра за Бајер Леверкузен, у том клубу завршава каријеру и постаје тренер екипе.

## Каријера

### Ливерпул
За клуб је одиграо 464 утакмице и постигао 35 голова. За Ливерпул је потписао 1999. године а дебитовао 7. августа исте године. Године 2002. постао је капитен Ливерпула, а заменио га је Стивен Џерард у октобру 2003. године. По доласку Рафе Бенитеза Сами Хипија и Џејми Карагер су постали дефанзивни партнери и током сезоне 2004/05. сматрани су као један од најбољих дефанзивних парова у Европи и те сезоне су освојили Лигу шампиона у финалу против Милана. Сезона 2008/09. је била његова последња на Енфилду након које је потписао за Бајерн Леверкузен.

## Трофеји
Мјупа
- Фински куп : 2
  - 1992, 1995

Ливерпул
- ФА куп : 2
  - 2001, 2006
- Лига куп: 2
  - 2001, 2003
- Комјунити шилд: 2
  - 2001, 2006
- Лига шампиона: 1
  - 2005
- УЕФА куп: 1
  - 2001
- УЕФА суперкуп: 2
  - 2001, 2005